# Maxillaria sanderiana
Maxillaria sanderiana là một loài thực vật có hoa trong họ Lan. Loài này được Rchb.f. ex Sander mô tả khoa học đầu tiên năm 1888.

## Hình ảnh

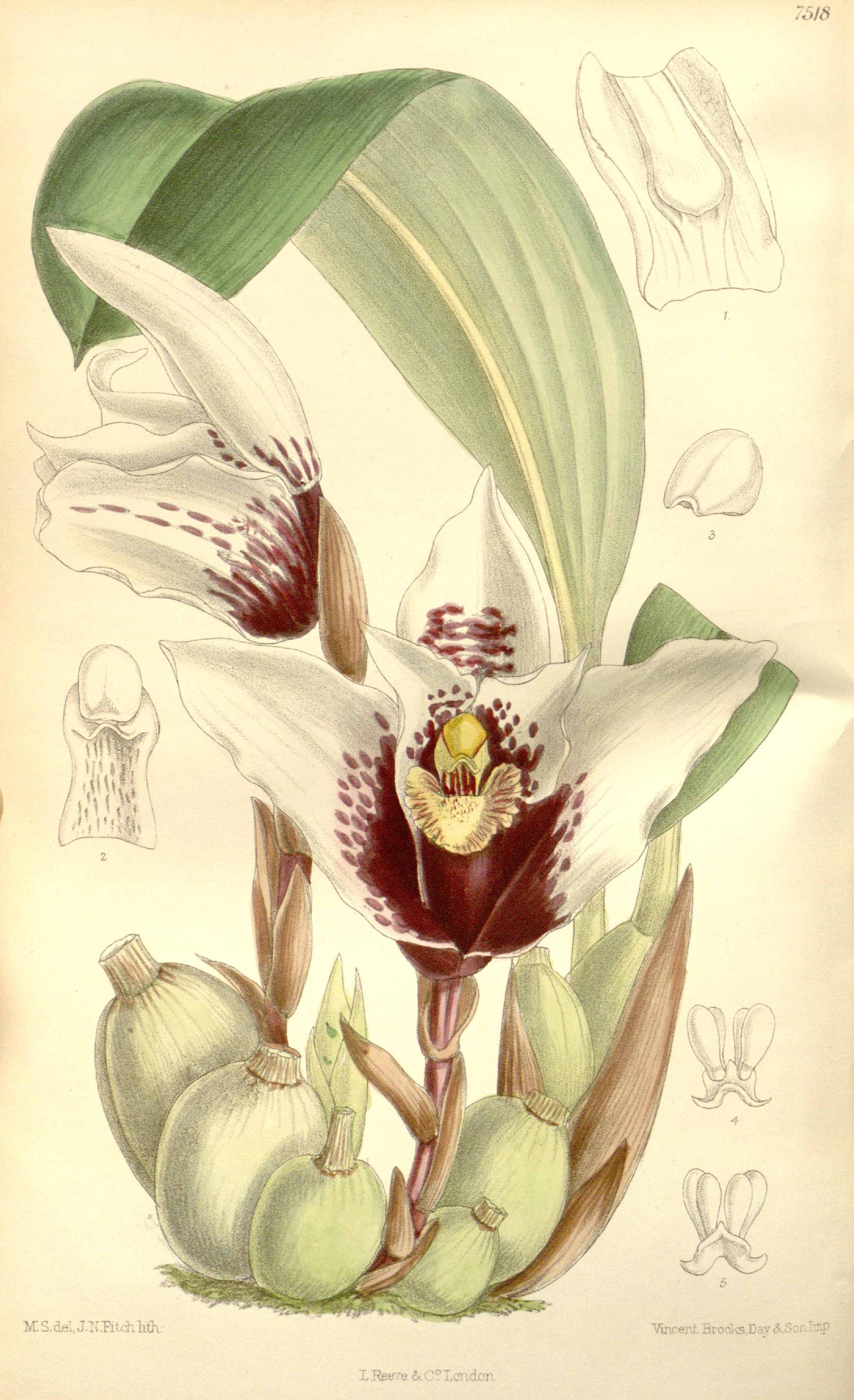
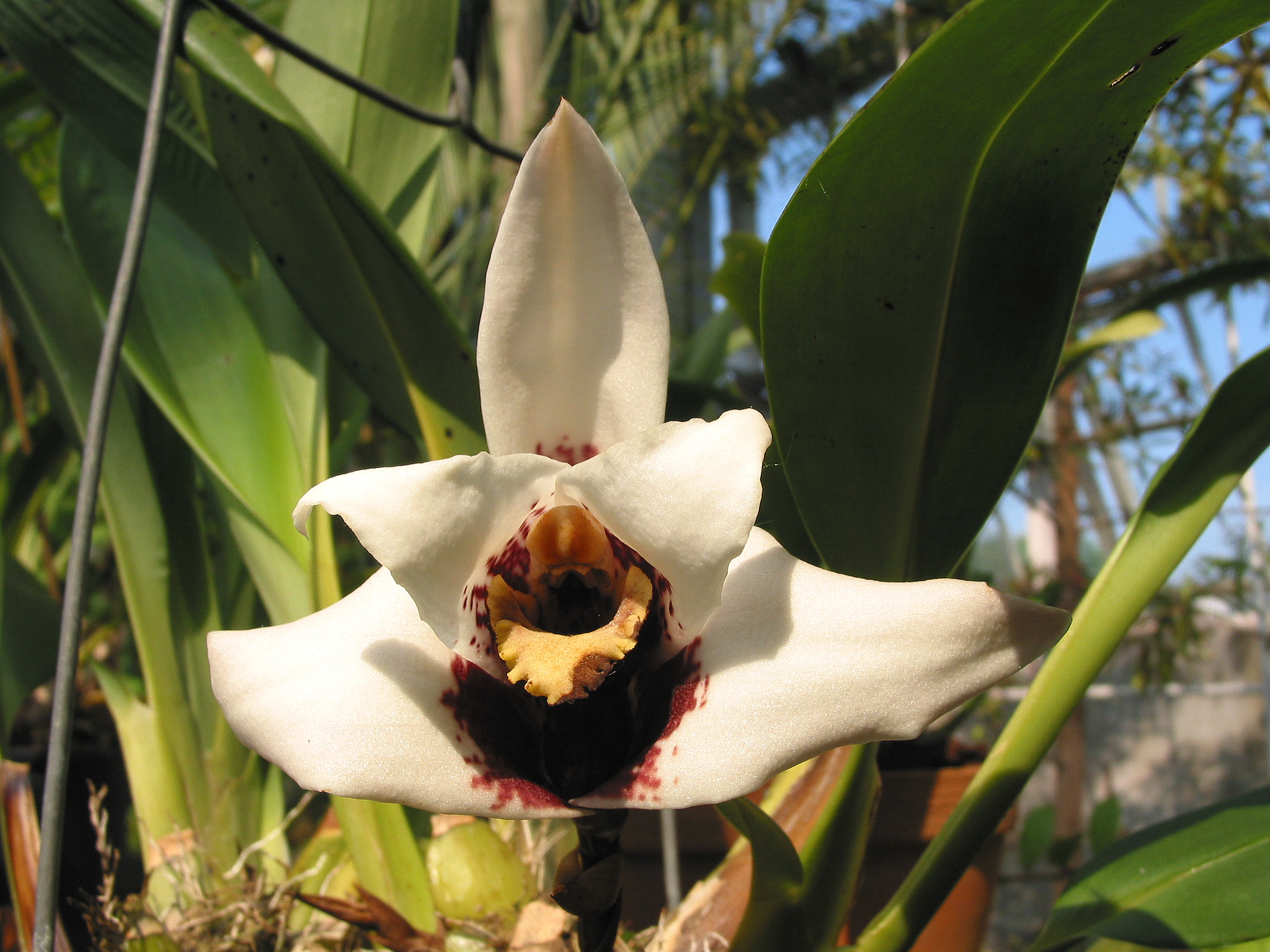